# Comuna Borohiv, Kiverți
Borohiv (în ucraineană Борохів) este o comună în raionul Kiverți, regiunea Volînia, Ucraina, formată din satele Borohiv (reședința), Dibrova și Vîșniv.

## Demografie
Componența lingvistică a satului Borohiv
     Ucraineană (99,17%)
     Alte limbi (0,84%)
Conform recensământului din 2001, majoritatea populației satului Borohiv era vorbitoare de ucraineană (99,17%), existând în minoritate și vorbitori de alte limbi.